# MACAM
MACAM of Museu de Arte Contemporânea Armando Martins is een museum in het Portugese Lissabon. Het museum is gevestigd in het 18de-eeuwse paleis Palácio Condes da Ribeira Grande, in de wijk Alcântara-Belém. In het museum wordt Portugese moderne kunst en internationale hedendaagse kunst tentoongesteld. De 600 werken behoren tot de privécollectie van Armando Martins, die in 1974 kunst begon te verzamelen. 